# Le Kremlin-Bicêtre
Le Kremlin-Bicêtre là một xã trong vùng hành chính Île-de-France, thuộc tỉnh Val-de-Marne, quận L'Haÿ-les-Roses, tổng Le Kremlin Bicêtre. Tọa độ địa lý của xã là 48° 48' vĩ độ bắc, 02° 21' kinh độ đông.

## Thông tin nhân khẩu
| 1936   | 1946   | 1954   | 1962   | 1968   | 1975   | 1982   | 1990   | 1999   |
| ------ | ------ | ------ | ------ | ------ | ------ | ------ | ------ | ------ |
| 17 038 | 14 072 | 15 618 | 18 834 | 20 798 | 20 061 | 17 543 | 19 348 | 23 724 |